# ساروج خان
ساروج خان الملقبة فنيا بأم الرقص الهندي (22 نوفمبر 1948 – 3 يوليو 2020) كانت راقصة ومصممة رقص هندية، تعد إحدى أنجح رموز الرقص الهندي في سينما بوليوود، خلال فترة عملها التي امتدّت لأكثر من أربعين عاماً، صممت خلالها أكثر من 2000 رقصة. توفيت إثر سكتة قلبية مفاجئة.

## المهنة
ولدت نرمالا فينرمالا نقبال في ولاية بومباي (ما يعرف اليوم بماهاراشترا، لعائلة خاطري السيخية. هاجر والداها إلى بومباي من مقاطعة الحدود الشمالية الغربية بعد تقسيم الهند. بدأت حياتها المهنية في سن الثالثة حيث شاركت في فيلم «نازارانا» كطفلة شياما، وراقصة في أواخر خمسينيات القرن العشرين. تعلّمت الرقص أثناء العمل مع مصمم رقص الأفلام سوهانلال، ثم تزوّجته في سن 13 في حين كان عمره 43 عاماً، وكان متزوجاً بالفعل وله 4 أبناء، إلا أنها لم تكن تعلم بهذا الأمر في حينه. عام 1975، تزوجت من رجل الأعمل ساردار روشان خان. وانجبا ابنتهما سكينة خان، التي تدير مدرسة للرقص في دبي. في وقت لاحق، أصبحت تعمل مساعدة تصميم الرقصات، ثم استقلّت بعملها مع غريتا ميرا نام (1974). انتظرت عدة سنوات حتى بدأت تتلقى الإشادة، حينما عملت مع سريديفي في فيلم مستر إنديا (1987) وفيلم ناغينا (1986) وتشاندني (1989)، ثم مع مادهوري ديكسيت حيث صممت رقصتها في أغنية «إك دو تين» التي قدمت في فيلم تيزاب عام 1988؛ وأغنية «تاما تاما لوغي» في فيلم «ثانيدار» عام 1990،  و«داك داك كارني لاغا» في فيلم بيتا (1992). بعد ذلك، أصبحت واحدة من أنجح مصممي الرقصات في بوليوود.
عام 2014، عملت خان مع مادهوري ديكسيت مرة أخرى في فيلم غولاب غانغ. كانت عضو المجلس الاستشاري لجامعة ريشيهود.

## أعمال مختارة
- وصمة عار (فيلم هندي) (2019)
- Manikarnika: The Queen of Jhansi (2019)
- عودة تانو يتزوج مانو (2015)
- غولاب غانغ (2014)
- أي بي سي دي: أي شخص يستطيع الرقص (فيلم هندي 2013) (2012)
- راودي راثور (2012)
- العميل فينود (فيلم هندي) (2012)
- Khatta Meetha  [لغات أخرى]‏ (2010)
- شريك الحياة (2009)
- الحب في هذه الأيام (فيلم هندي) (2009)
- دلهي-6 (2009)
- عندما التقينا (فيلم هندي) (2007) (فازت بجائزة الفيلم الوطني كأفضل مصممة رقصات)
- Namastey London (2007)
- غورو (فيلم هندي) (2007) (حصل الفيلم على جائزة فيلم فير لأفضل تصميم رقصات)
- Dhan Dhana Dhan Goal (2007)
- ساواريا (فيلم) (2007)
- دون (فيلم 2006) (2006)
- فناء (فيلم) (2006)
- Mangal Pandey: The Rising (2005)
- Sringaram (2005) (اللغة التاميلية) حصلت على جائزة الفيلم الوطني لأفضل تصميم رقصات
- فير زارا (فيلم هندي) (2004)
- سواديس (فيلم) (2004)
- Kuch Naa Kaho (2004)
- Saathiya (2002)
- ديفداس (فيلم هندي) (2002) حصل الفيلم على جائزة فيلم فير لأفضل تصميم وجائزة الفيلم الوطني
- لاجان: ذات مرة في الهند (2001) حصل الفيلم على جائزة فيلم فير لأفضل تصميم
- فيزا (فيلم هندي) (2000)
- إيقاع (فيلم) (1999)
- Hum Dil De Chuke Sanam (1999) حصل على جائزة فيلم فير لأفضل تصميم وجائزة مهرجان تصميم الرقصات الأمريكي
- جندي (1998)
- Choodalani Vundi (1998)
- Aur Pyaar Ho Gaya (1997)
- بلد أجنبي (فيلم هندي) (1997)
- Iruvar (1997) (اللغة التاميلية)
- Khamoshi: The Musical (1996)
- رجوع العاشق المجنون (فيلم هندي) (1995)
- Yaraana (1995)
- رهان (فيلم هندي) (1994)
- Anjaam (1994)
- بازيجار (فيلم هندي) (1993)
- Aaina (1993)
- Darr (1993)
- بيتا (1992)
- Awaargi (1990)
- Sailaab (1990)
- Chandni (1989)
- Nigahen: Nagina Part II (1989)
- Tezaab (1988)
- Kizhakku Africavil Sheela (1987) فيلم تاميلي
- مستر إنديا (1987)
- Nagina [الإنجليزية] (1986)
- بطل (1983)
- Thai Veedu (1983) فيلم تاميلي

ككاتبة
- Veeru Dada (1990)
- خيلادي (1992)
- Hum Hain Bemisaal (1994)
- Nazar Ke Samne (1995)
- Chhote Sarkar  [لغات أخرى]‏ (1996)
- Dil Tera Diwana  [لغات أخرى]‏ (1996)
- Daava (1997)
- Judge Mujrim (1997)
- Bhai Bhai (1997)
- Hote Hote Pyar Ho Gaya (1999)
- Benaam (1999)
- هاندشار (2003)

## وصلات خارجية
- ساروج خان على موقع IMDb (الإنجليزية)
- ساروج خان على موقع قاعدة بيانات الفيلم (الإنجليزية)